# Oddział PTTK im. Mieczysława Radwana w Ostrowcu Świętokrzyskim
Oddział PTTK im. Mieczysława Radwana w Ostrowcu Świętokrzyskim – jedna z dwóch jednostek Polskiego Towarzystwa Turystyczno-Krajoznawczego działających w Ostrowcu Świętokrzyskim. Posiada osobowość prawną i własny statut oparty na Statucie PTTK.

## Historia
Oddział został założony w 1975 roku jako Oddział Zakładowy PTTK przy Hucie im. M. Nowotki
w Ostrowcu Świętokrzyskim w celu prowadzenia działalności turystycznej wśród hutników.
24 września 1983 roku odbyła się sesja naukowa „Mieczysław Radwan. Życie i działalność” zorganizowana w 70 rocznicę powstania Polskiego Towarzystwa Krajoznawczego w Ostrowcu, na której Oddział Zakładowy przyjął imię Mieczysława Radwana.
Od 2004 roku członkowie Oddziału opracowują i wyznaczają w terenie nowe szlaki rowerowe, ich łączna długość przekroczyła 300 km (stan na rok 2010).
W 2009 roku przy Oddziale powstał Klub Turystyki Rowerowej. Coniedzielne wycieczki rowerowe organizowane przez Klub uzupełniły ofertę turystyczną bratniego Oddziału Świętokrzyskiego PTTK im. Stanisława Jeżewskiego i Oddziału Polskiego Towarzystwa Tatrzańskiego w Ostrowcu Świętokrzyskim.

## Organy Oddziału
Zarząd Oddziału:
- Tadeusz Krawętkowski – prezes zarządu
- Zbigniew Wacław Pękala – wiceprezes zarządu
- Marzena Soja – sekretarz zarządu
- Tamara Szczepanowska – skarbnik zarządu
- Monika Bryła-Mazurkiewicz – członek zarządu
- Krzysztof Dyk – członek zarządu
- Leszek Krzywiec – członek zarządu
- Marcin Marczyński – członek zarządu
- Grażyna Heba – członek zarządu

Komisja Rewizyjna:
- Zbigniew Pawlik – prezes KR
- Katarzyna Kaźmierczyk – wiceprezes KR
- Wojciech Uchański – sekretarz KR
- Adam Krzakowski – członek KR

Oddziałowy Sąd Koleżeński:
- Zbigniew Kotwica – prezes OSK
- Lucyna Malicka – sekretarz OSK
- Jadwiga Krzywiec – członek OSK
- Waldemar Skrok – członek OSK

## Szlaki rowerowe wyznaczone i pod opieką Oddziału
- Szlak Rowerowy im. Mieczysława Radwana
- Szlak Rowerowy im. Mariana Raciborskiego
- Bałtowski szlak rowerowy
- Transwojewódzki Szlak Rowerowy (na odcinku: Wióry – Doły Biskupie – Nietulisko Duże – Kunów – Chmielów – Ostrowiec Świętokrzyski – Sudół – Magonie – Ruda Kościelna – Ćmielów – Małoszyce – Podole – Lipowa – Opatów)
- Szlak Rowerowy im. Witolda Gombrowicza
- Bałtowski szlak rowerowy
- Środkowe Dorzecze Kamiennej
- Szlak architektury obronnej (na odcinku: Opatów – Lipowa – Podole – Przeuszyn – Buszkowice – Przepaść – Podgrodzie – Borownia – Ćmielów – Krzczonowice – Trębanów – Małoszyce – Wszechświęte – Jacentów)